# Nkutshu (peuple)
Pour les articles homonymes, voir Nkutshu.
Les Nkutshu (ou Ankutshu, Bankutshu) sont une population d'Afrique centrale vivant en République démocratique du Congo, de part et d'autre de la rivière Lukenie, à l'est des Ndengese. Les Nkutshu est une sous-ethnie du grand groupe Mongo(Anamongo).

## Langue
Leur langue est le nkutshu (ou kusu), qui fait partie des langues tetela (C.73), des langues bantoues.

## Culture

Travail du fer
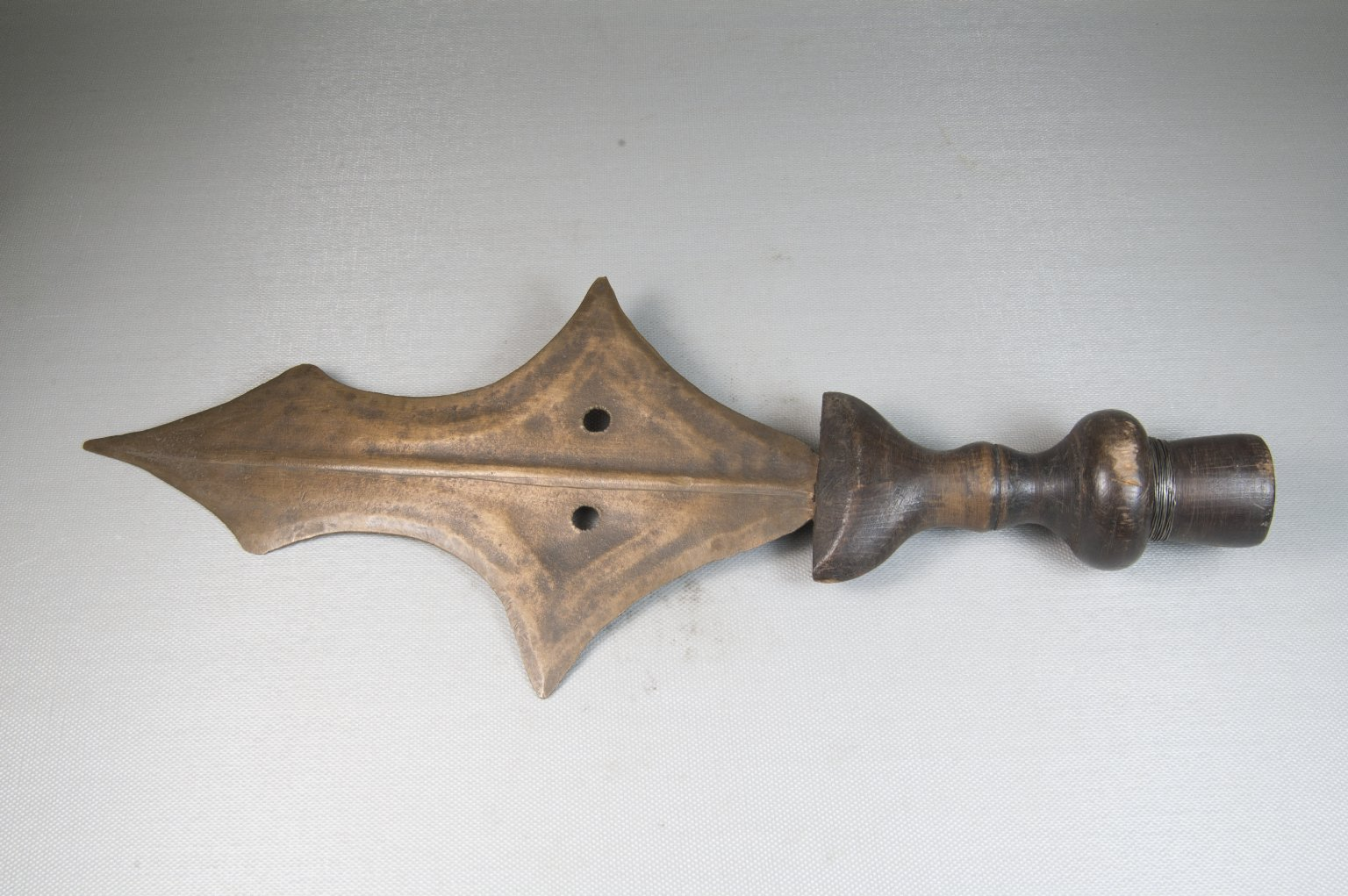
Couteau de cérémonie[5].
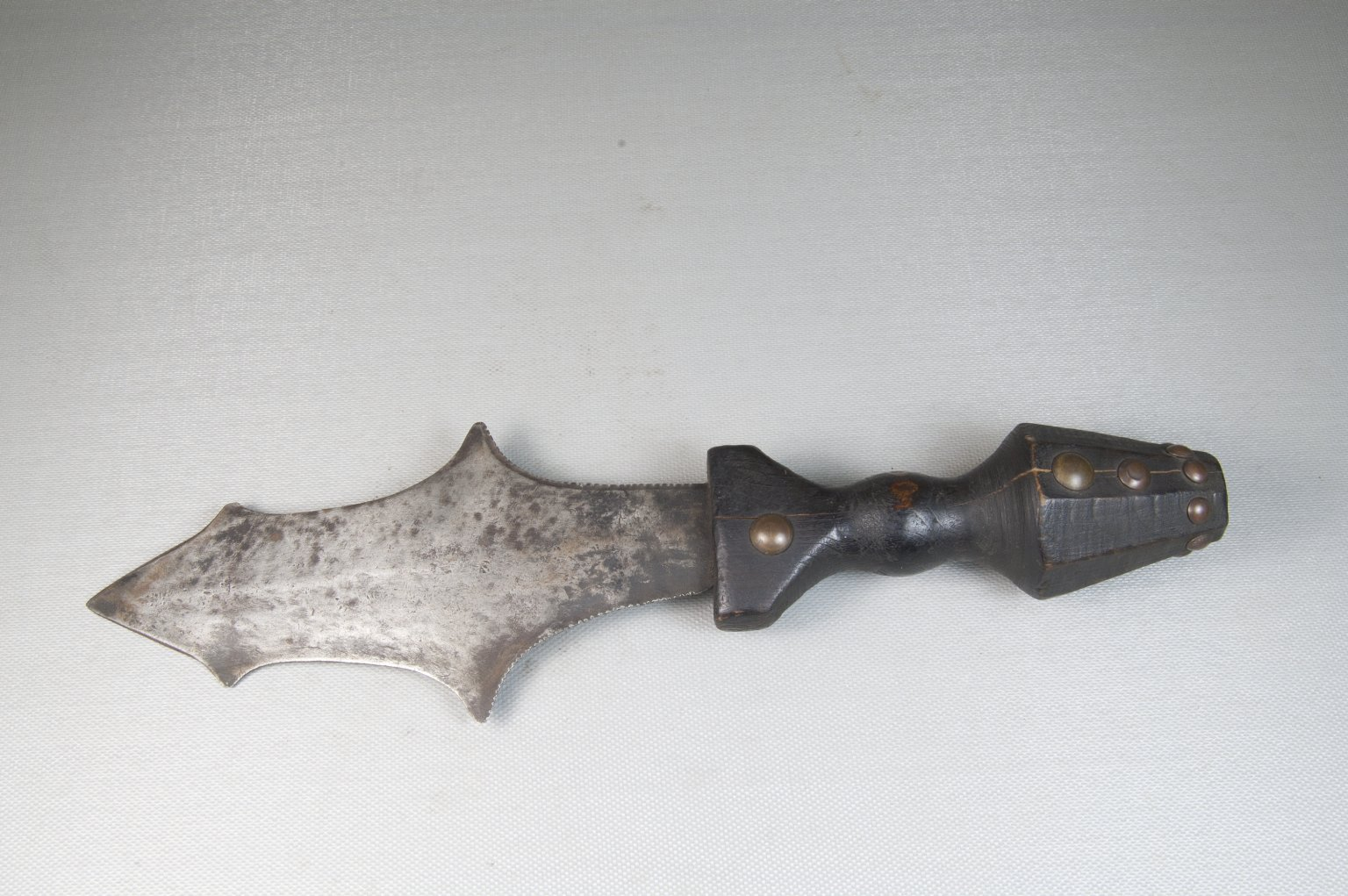
Poignard[5].
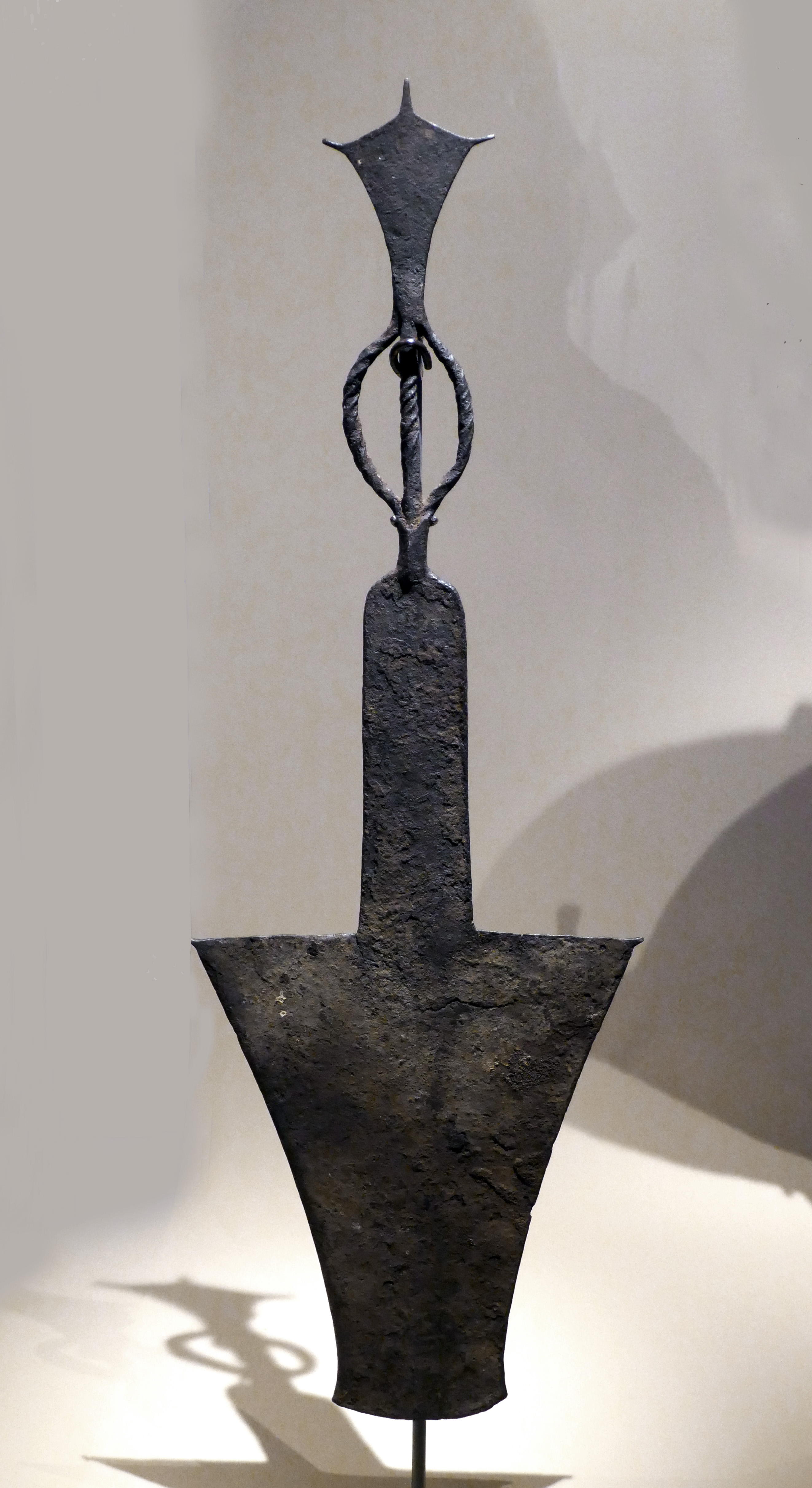
Monnaie en forme de lame de hache (iwenga[6]).
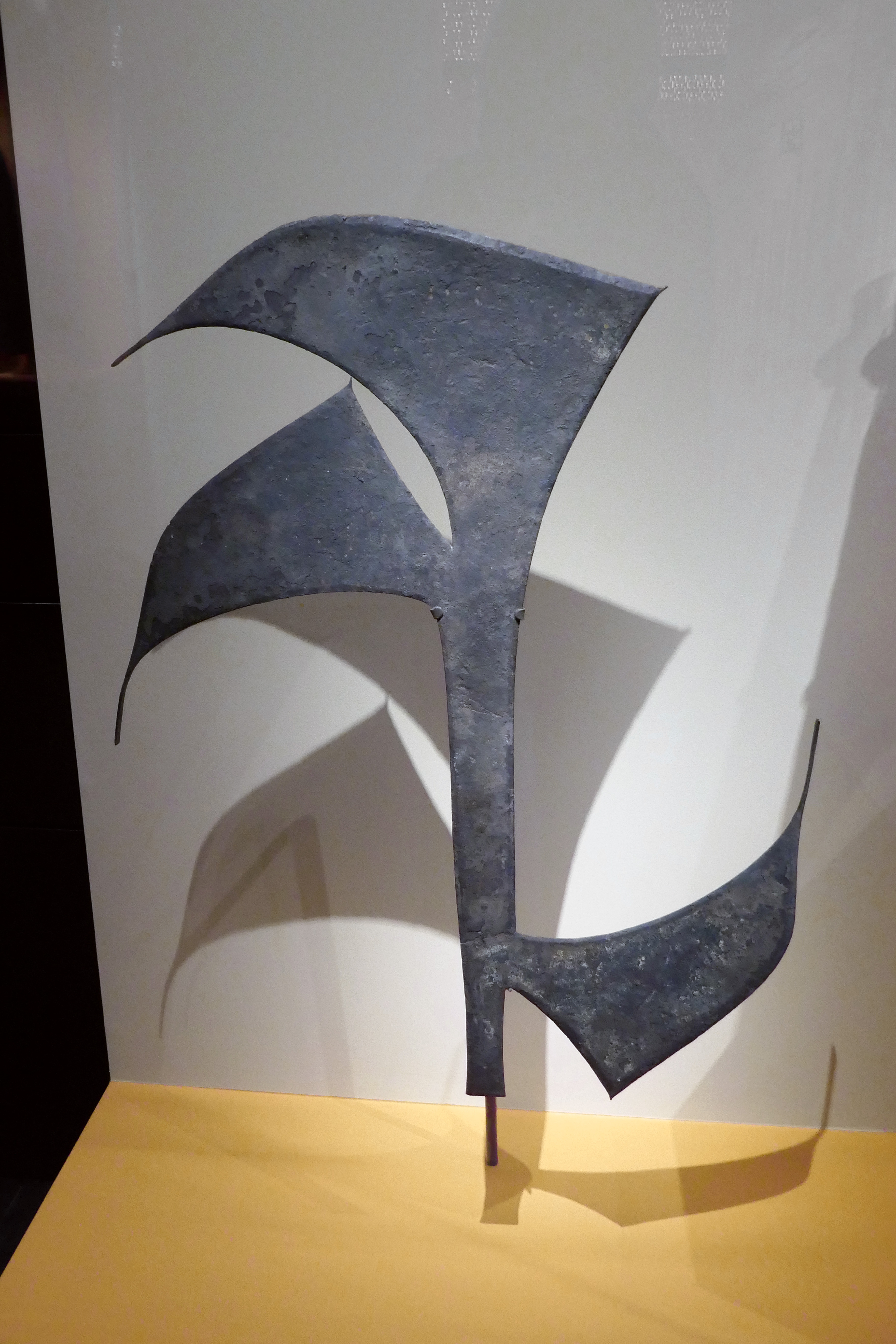
Monnaie en forme de couteau de jet (oshele[7]).

Travail du raphia
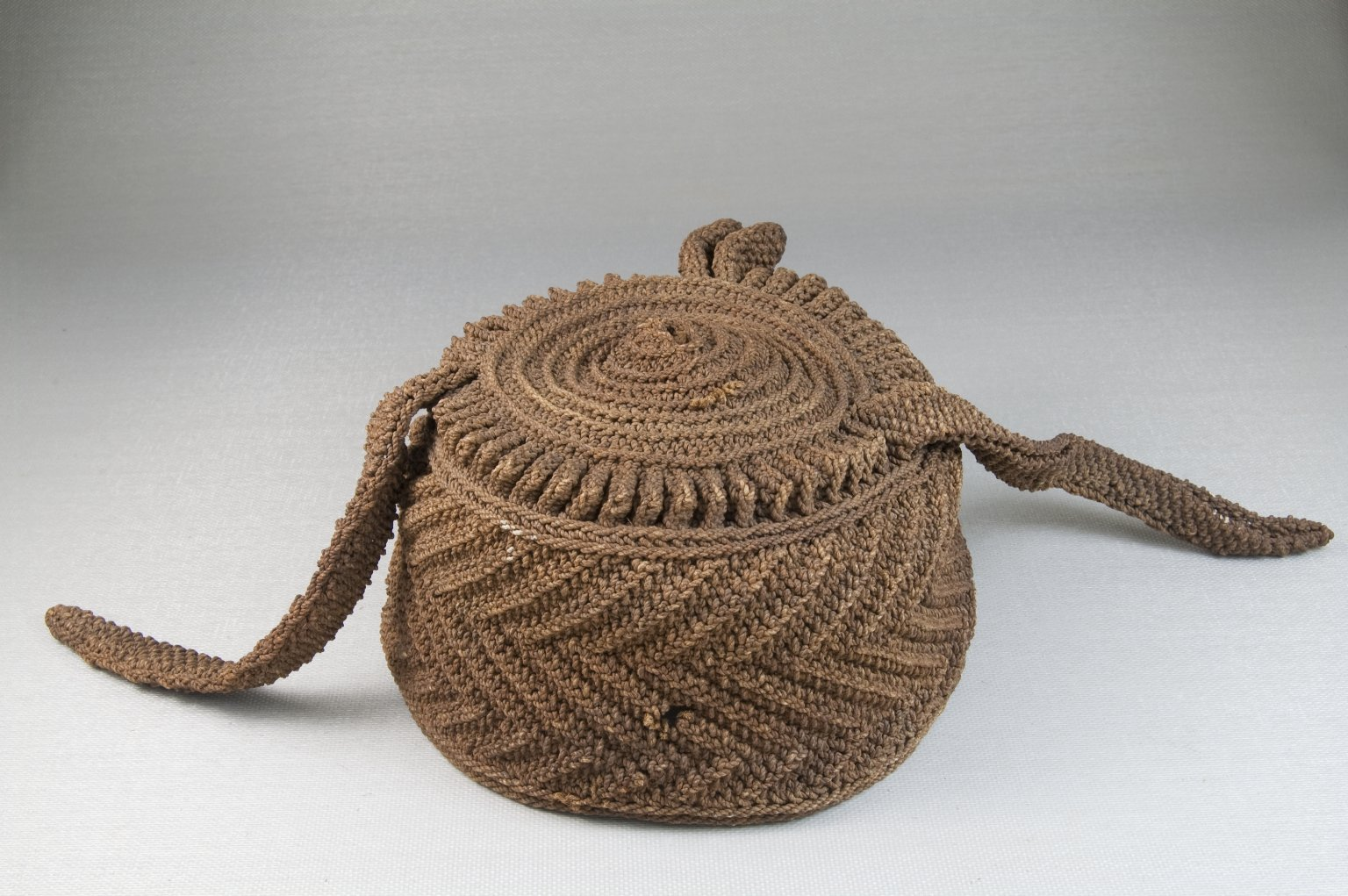
Bonnet[5].
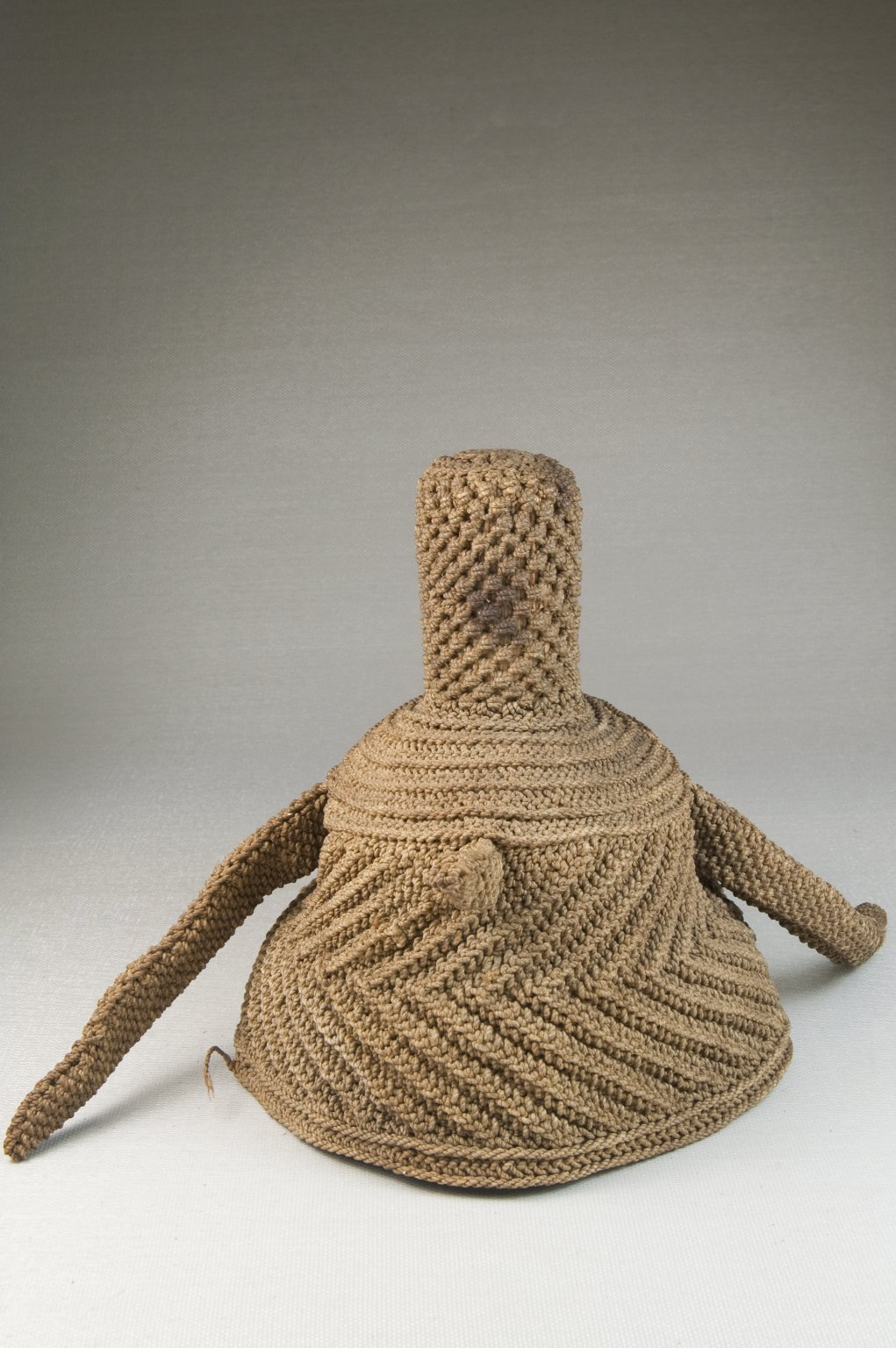
Bonnet de chef[5].
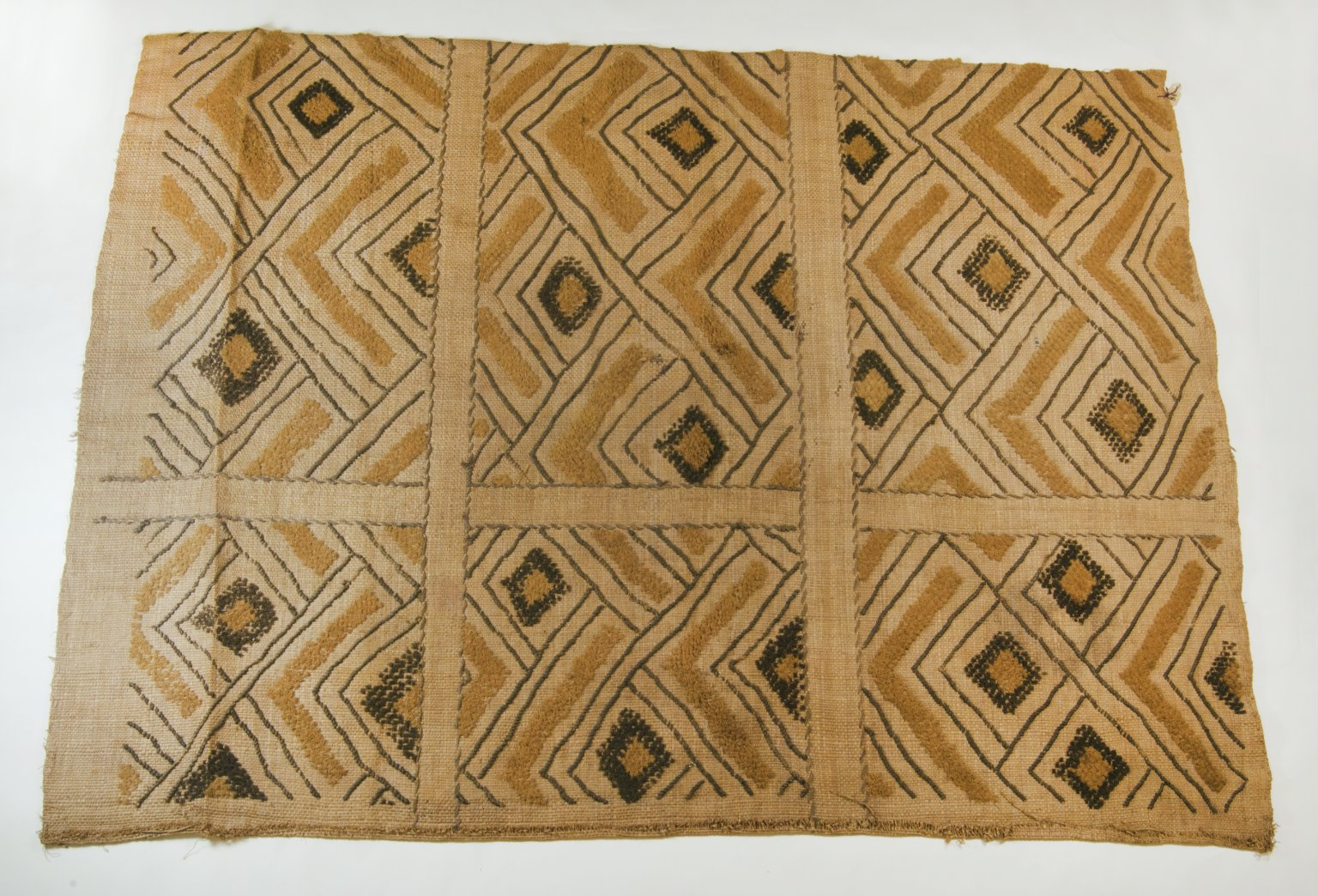
Natte[5].

### Liens excternes
- Notices d'autorité :   - LCCN
  - Israël